# Штеттинский мир
Штеттинский мир (швед. Freden i Stettin, дат. Freden i Stettin, нем. Frieden von Stettin) — мирный договор, заключённый 13 декабря 1570 года в Штеттине между Швецией и Данией и завершивший Северную семилетнюю войну 1563—1570 годов.
Мир был заключён в ходе работы мирного конгресса, на котором посредником выступал германский император Максимилиан II. Согласно договору, шведский король отказывался от своих притязаний на датские провинции Сконе, Халланд, Блекинге и остров Готланд, который тогда же был выделен из Линчёпингской епархии. Швеция также должна была выплатить Дании выкуп за Эльвсборг в размере 150 тысяч риксдалеров.
Датский король обязался более не выдвигать претензий на шведскую корону, что стало окончательным упразднением Кальмарской унии. Решение вопроса о праве на включение в свой герб трёх корон был отложен до последующих переговоров. Кроме того, было решено, что Швеция в обмен на компенсацию передаст императору и Ливонскому ордену свои владения в Ливонии, а также выплатит Любеку 75 тыс. риксдалеров.
Согласиться на столь тяжёлые для себя условия Швецию заставила угроза со стороны России и та изоляция, в которой она оказалась в этот момент.